# Gelbkopfpapagei
Der Gelbkopfpapagei (Poicephalus flavifrons), auch Schoapapagei genannt, ist eine der am wenigsten erforschten Arten der Langflügelpapageien. Er ist ausschließlich im Hochland Äthiopiens zu finden. Sein Artstatus ist umstritten, er ist möglicherweise eine Farbvariante des Kongopapageis. Das Balgmaterial, auf dem die wissenschaftliche Artbeschreibung beruht, weist nur geringfügige Unterschiede auf, so dass es sich hierbei möglicherweise um eine Farbmutation handelt. DNA-Untersuchungen stehen noch aus.
Aussagen über die Bestandssituation dieser Papageienart sind ebenfalls bislang nicht möglich. Der Papagei bewohnt die Wälder des äthiopischen Hochlandes sowie offenes Waldland bis in Höhe über 3.000 Meter über dem Meeresspiegel. Umfangreiche Abholzungen haben den Lebensraum des Gelbkopfpapageis stark verändert, so dass allgemein von einem Bestandsrückgang ausgegangen wird.
Folgende Unterarten werden für den Gelbkopfpapagei beschrieben:
- Poicephalus flavifrons flavifrons
- Poicephalus flavifrons aurantiiceps